# Ostrovica (Chorwacja)
Ostrovica – wieś w Chorwacji, w żupanii zadarskiej, w gminie Lišane Ostrovičke. W 2011 roku liczyła 86 mieszkańców.